# Isesaki

Isesaki (伊勢崎市 Isesaki-shi?) este un municipiu din Japonia, prefectura Gunma.